# Eccellenza 1996-1997
Il campionato italiano di calcio di Eccellenza regionale 1996-1997 è stato il sesto organizzato in Italia. Rappresenta il sesto livello del calcio italiano.
Sono ammesse alla massima categoria dilettantistica italiana le vincenti dei rispettivi campionati regionali più le sette migliori squadre risultanti dai play-off a cui accedono le squadre designate dai vari comitati regionali a seguito dei propri regolamenti.

## Campionati
- Eccellenza Abruzzo 1996-1997
- Eccellenza Basilicata 1996-1997
- Eccellenza Calabria 1996-1997
- Eccellenza Campania 1996-1997
- Eccellenza Emilia-Romagna 1996-1997
- Eccellenza Friuli-Venezia Giulia 1996-1997
- Eccellenza Lazio 1996-1997
- Eccellenza Liguria 1996-1997
- Eccellenza Lombardia 1996-1997
- Eccellenza Marche 1996-1997
- Eccellenza Molise 1996-1997
- Eccellenza Piemonte-Valle d'Aosta 1996-1997
- Eccellenza Puglia 1996-1997
- Eccellenza Sardegna 1996-1997
- Eccellenza Sicilia 1996-1997
- Eccellenza Toscana 1996-1997
- Eccellenza Trentino-Alto Adige 1996-1997
- Eccellenza Umbria 1996-1997
- Eccellenza Veneto 1996-1997

## Quadro riepilogativo nazionale
- Avendo tutte le semifinaliste (Noicàttaro, Ivrea, Gubbio e Luco dei Marsi) vinto il proprio campionato, in questa stagione non viene assegnato il posto-promozione della Fase Nazionale della Coppa di Eccellenza.

| Regione/Girone          | Sqr  | 1ª classificata e promossa nel C.N.D. | Altre promozioni nel C.N.D. | 2ª classificata       | Vincente Coppa                |
| ----------------------- | ---- | ------------------------------------- | --------------------------- | --------------------- | ----------------------------- |
| Abruzzo                 | 18   | Luco dei Marsi                        | -                           | Celano Olimpia        | Luco dei Marsi                |
| Basilicata              | 16   | Lagonegro                             | -                           | Vultur Rionero        | Policoro                      |
| Calabria                | 16   | Rende                                 | -                           | Villese               | Vibonese                      |
| Campania Girone A       | 16   | Sant'Anastasia                        | Boys Caivanese              | Boys Caivanese        | Boys Caivanese                |
| Campania Girone B       | 16   | Angri                                 | -                           | Real Paganese         | Boys Caivanese                |
| Emilia-Romagna Girone A | 16   | Virtus Castelfranco                   | -                           | GS Bagnolese          | San Marino                    |
| Emilia-Romagna Girone B | 16   | San Marino                            | Santarcangelo               | Santarcangelo         | San Marino                    |
| Friuli-Venezia Giulia   | 16   | Tamai                                 | -                           | Rivignano             | Manzanese                     |
| Lazio Girone A          | 16   | Ladispoli                             | Rieti                       | Rieti                 | Fortitudo Nepi                |
| Lazio Girone B          | 16   | Real Piedimonte                       | -                           | Pomezia               | Fortitudo Nepi                |
| Liguria                 | 16   | Entella                               | -                           | Vado                  | Grassorutese                  |
| Lombardia Girone A      | 16   | Cantalupo                             | -                           | Caratese              | Castiglione                   |
| Lombardia Girone B      | 16   | Corbetta                              | -                           | Pizzighettone         | Castiglione                   |
| Lombardia Girone C      | 16   | U.S. Bagnolese                        | -                           | Commessaggese         | Castiglione                   |
| Marche                  | 16   | Urbania                               | -                           | Monturanese           | Forsempronese                 |
| Molise                  | 16   | Campobasso                            | -                           | Turris Santa Croce    | Campobasso                    |
| Piemonte Girone A       | 16   | Ivrea                                 | -                           | Sangiustese           | Ivrea                         |
| Piemonte Girone B       | 16   | Cuneo                                 | Valenzana                   | Valenzana             | Ivrea                         |
| Puglia                  | 16   | Noicàttaro                            | Rutigliano                  | Rutigliano            | Noicàttaro                    |
| Sardegna                | 16   | Santa Teresa di Gallura               | -                           | Carloforte            | Sant'Antioco                  |
| Sicilia Girone A        | 16   | Mazara                                | -                           | Folgore Castelvetrano | Vittoria                      |
| Sicilia Girone B        | 16   | Vittoria                              | -                           | Siracusa              | Vittoria                      |
| Toscana Girone A        | 16   | Venturina                             | -                           | Larcianese            | Fucecchio                     |
| Toscana Girone B        | 16   | Castelfiorentino                      | Grassina                    | Grassina              | Fucecchio                     |
| Trentino-Alto Adige     | 16   | Südtirol                              | -                           | Benacense 1905        | Bolzano                       |
| Umbria                  | 16   | Gubbio                                | -                           | San Sisto             | Gubbio                        |
| Veneto Girone A         | 16   | Bassano Virtus                        | Schio                       | Schio                 | Chioggia Sottomarina          |
| Veneto Girone B         | 16   | Martellago                            | -                           | Miranese              | Chioggia Sottomarina          |
|                         | Tot. |                                       |                             |                       | Vincente Fase Nazionale Coppa |
| 28 gironi               | 450  |                                       |                             |                       | Noicàttaro                    |

## Play-off nazionali

### Primo Turno
| Squadra 1                      | Totale      | Squadra 2                         | Andata     | Ritorno         |
| ------------------------------ | ----------- | --------------------------------- | ---------- | --------------- |
|                                |             |                                   | 25.05.1997 | 01.06.1997      |
| (Piemonte B) Valenzana         | 1 - 0       | Sangiustese (Piemonte A)          | 1 - 0      | 0 - 0           |
| (Liguria) Vado                 | 2 - 2 (gfc) | Caratese (Lombardia A)            | 0 - 0      | 2 - 2           |
| (Lombardia C) Commessaggese    | 4 - 2       | Pizzighettone (Lombardia B)       | 1 - 0      | 3 - 2           |
| (Veneto B) Miranese            | 0 - 2       | Schio (Veneto A)                  | 0 - 0      | 0 - 2           |
| (Trentino A.A.) Benacense 1905 | 2 - 4       | Rivignano (Friuli V.G.)           | 1 - 3      | 1 - 1           |
| (Emilia R. B) Santarcangiolese | 2 - 0       | Bagnolese (Emilia R. A)           | 2 - 0      | 0 - 0           |
| (Toscana B) Grassina           | 0 - 0       | Larcianese (Toscana A)            | 0 - 0      | 0 - 0 (5-4 dcr) |
| (Abruzzo) Celano               | 3 - 4       | Monturanese (Marche)              | 1 - 2      | 2 - 2 (dts)     |
| (Sardegna) Carloforte          | 1 - 3       | San Sisto (Umbria)                | 1 - 0      | 0 - 3 (dts)     |
| (Lazio B) Pomezia              | 0 - 1       | Rieti (Lazio A)                   | 0 - 0      | 0 - 1           |
| (Campania B) Real Paganese     | 1 - 2       | Boys Caivanese (Campania A)       | 0 - 0      | 1 - 2           |
| (Molise) Turris S.C.           | 0 - 1       | Vultur Rionero (Basilicata)       | 0 - 0      | 0 - 1           |
| (Puglia) Rutigliano            | 3 - 3 (gfc) | Villese (Calabria)                | 2 - 0      | 1 - 3           |
| (Sicilia B) Siracusa           | 0 - 2       | Folgore Castelvetrano (Sicilia A) | 0 - 1      | 0 - 1           |

### Secondo Turno
| Squadra 1                   | Totale      | Squadra 2                         | Andata     | Ritorno         |
| --------------------------- | ----------- | --------------------------------- | ---------- | --------------- |
|                             |             |                                   | 22.06.1997 | 29.06.1997      |
| (Liguria) Vado              | 0 - 3       | Valenzana (Piemonte B)            | 0 - 2      | 0 - 1           |
| (Lombardia C) Commessaggese | 0 - 1       | Santarcangiolese (Emilia R. B)    | 0 - 1      | 0 - 0           |
| (Veneto A) Schio            | 7 - 4       | Rivignano (Friuli V.G.)           | 2 - 2      | 5 - 2 (dts)     |
| (Umbria) San Sisto          | 0 - 0       | Grassina (Toscana B)              | 0 - 0      | 0 - 0 (4-5 dcr) |
| (Campania A) Boys Caivanese | 2 - 2 (gfc) | Monturanese (Marche)              | 1 - 0      | 1 - 2           |
| (Lazio A) Rieti             | 3 - 2       | Folgore Castelvetrano (Sicilia A) | 2 - 1      | 1 - 1           |
| (Basilicata) Vultur Rionero | 2 - 8       | Rutigliano (Puglia)               | 0 - 3      | 2 - 5           |